# 汉斯·雅各布
汉斯·雅各布（德語：Hans Jakob，1908年6月16日—1994年3月24日），德国男子足球运动员。他曾代表德国参加1934年和1938年国际足联世界杯，其中1934年世界杯获得季军。他也曾参加1936年夏季奥运会。